# Louis Levade
Pour les articles homonymes, voir Levade.
Louis Levade, né à Lausanne le 18 mars 1748 et mort près de Vevey le 2 août 1839, est un pharmacien, naturaliste, historien et numismate vaudois.

## Biographie
Descendant d'une famille de réfugiés de la Révocation de l'Édit de Nantes, pharmacien et docteur en médecine, Louis Levade reprend en 1793 la pharmacie Centrale (rue du Centre 14) à Vevey de son beau-père Rodolphe Justamond, puis la transmet à son fils Barthélémy en 1801. 
Historien, numismate, naturaliste, Louis Levade pratique la médecine pendant soixante ans à Vevey, où une rue porte son nom. Il est l'auteur du Dictionnaire géographique, statistique et historique du canton de Vaud (Lausanne, 1824) ainsi que de nombreux opuscules sur l'histoire naturelle, l'agriculture et l'archéologie. Il occupe également diverses charges au Tribunal de district de Vevey (1809-1818). Bourgeois de Vevey, Louis Levade fait partie de la Confrérie des vignerons dès 1791 : il est nommé Abbé-Président en 1795 et joue un rôle important dans la rénovation de la fête après les périodes sombres qui ont suivi la Révolution française. A ce titre il présidera les fêtes de 1797 et 1819.
Membre fondateur de la Société des sciences physiques de Lausanne, membre de la Société helvétique des sciences naturelles et de la Société d'utilité publique, Louis Levade décède le 2 août 1839 près de Vevey.

## Sources
- « Louis Levade », sur la base de données des personnalités vaudoises sur la plateforme « Patrinum » de la Bibliothèque cantonale et universitaire de Lausanne.
- Gilbert Coutaz, « Louis Levade » dans le Dictionnaire historique de la Suisse en ligne.
- DHBS & Dict. Biogr. des Genevois et Vaudois
- Fonds, Musée monétaire cantonal de Lausanne et Musée historique de Vevey
- E. Olivier, Médecine et santé dans le Pays de Vaud au XVIIIes., 2, 1939, 981-982
- W. Eisler, "Louis Levade et la création de la médaille de la Fête des vignerons, Vevey (1797-1819)", in Revue suisse de numismatique, 78, 1999, 141-157
- S. Carruzzo-Frey, P. Ferrari-Dupont, Du labeur aux honneurs, 1998, 36-37 Naturalistes et biologistes à Lausanne: recherches, enseignements et sociétés savantes en pays vaudois de 1537 à nos jours, p. 62-63